# Lechitów
Lechitów – wieś w Polsce, położona w województwie dolnośląskim, w powiecie górowskim, w gminie Wąsosz.
| SIMC    | Nazwa   | Rodzaj    |
| ------- | ------- | --------- |
| 0377271 | Sądowel | część wsi |

W latach 1975–1998 miejscowość administracyjnie należała do województwa leszczyńskiego.